# Zyzomys pedunculatus
La rata coligorda (Zyzomys pedunculatus) es una especie de roedor en la familia de los múridos.

## Peso y tamaño
Es un roedor de tamaño medio que pesa de 70 a 120 gramos. La medida de su cabeza y cuerpo rondan de los 108 mm a 140mm.

## Hábitat
La rata coligorda vive en la zona árida del centro de Australia.

## Dieta
Es principalmente granívora.